# Clapham Rovers Football Club
O Clapham Rovers F.C. foi desde sua fundação em 1869 um clube inglês notável nos dóis códigos principais de futebol, futebol e rugby. Foi um clube proeminente no fim do século 19, mas foi extinto. O clube jogou em Clapham Common, Tooting Bec Common e Wandsworth Common.

## História
O clube foi formado em 10 de agosto de 1869 em um encontro organizado por W. E. Rawlinson, que, na formação do clube foi eleito secretário geral honorário. No primeiro encontro, foi combinado que seria jogado os dois códigos, sendo alternados semanalmente. Esta característica peculiar garantiu o clube a alcunha de "Clube Híbrido". A primeira partida foi jogada em 25 de setembro de 1869, contra o Wanderers F.C., naquela época um dos times mais fortes do futebol. Apesar da maestria do outro time, o Rovers venceu por um gol a zero. O Rovers também foi igualmente bem sucedido sob as regras do rugby, e por ter juntado tanta reputação, em janeiro de 1870, tinham membros suficientes para permitir o clube a jogar duas partidas todo sábado, uma em cada código. No final de 1870, tinham só duas derrotas, uma em cada regra, e em ambas, a partida de volta foi vencida.
Clapham Rovers foi um dos quinze times na primeira edição da FA Cup, em 1871-1872. O primeiro gol da FA Cup foi feito por Jarvis Kenrick, do Clapham Rovers, em uma vitória por 3-0 em cima do Upton Park F.C. em 11 de novembro, de 1871.

### Futebol e a conquista da FA Cup
O Rovers conseguiu como ápice a conquista da FA Cup em 1880 com uma vitória de 1-0 sobre o Oxford University no Kennington Oval. O time da final foi :
Reginald Birkett, Robert Ogilvie, Edgar Field, Vincent Weston, Norman Bailey, Arthur Stanley, Harold Brougham, Francis Sparks, F Barry, Edward Ram, Clopton Lloyd-Jones.
Lloyd Jones marcou o único gol da partida.
No ano anterior, o Rovers chegou a final, mas perdeu por 1-0 para o Old Etonians F.C.. Nesta partida, James Prinsep do Clapham Rovers, fez o recorde de ser o jogador mais novo em uma final da FA Cup, recorde que seria quebrado somente em 2004 por Curtis Weston do Millwall F.C..
Clapham Rovers também foi um dos membros fundadores da Surrey County Football Association, em 1887.

## Rugby e a fundação da Rugby Football Union
A força do clube no rugby era notável. De 1870 até 1881 o clube jogou 151 jogos, ganhando 80, perdendo 30 e empatando 41. Durante a década de 1870, tinham um time que possuía quatro jogadores de seleção: R. H. Birkett era o capitão, seu irmão, L Birkett e os irmãos Bryden. Somando a isso, Crampton, e Walker eram considerados bons atacantes e Clapham era conhecido por ter uma forte combinação.
No dia 26 de janeiro de 1871, 32 membros representando 21 clubes de Londres e subúrbios que seguiam as regras da Rugby School se juntaram no Pall Mall Restaurant na Regent Street. E. C. Holmes, capitão do Richmond Club FC assumiu a presidência. Foi decidido de forma unânime que a formação de uma associação de Rugby Football era desejável e então a Rugby Football Union foi formada. Um presidente, um secretário e tesoureiro, e um comitê foram formados, a quem foram confiados o desenvolvimento das regras do jogo em cima do código em uso da Rugby School. R H Birkett representou o Rovers e foi um dos treze membros originais do comitê.

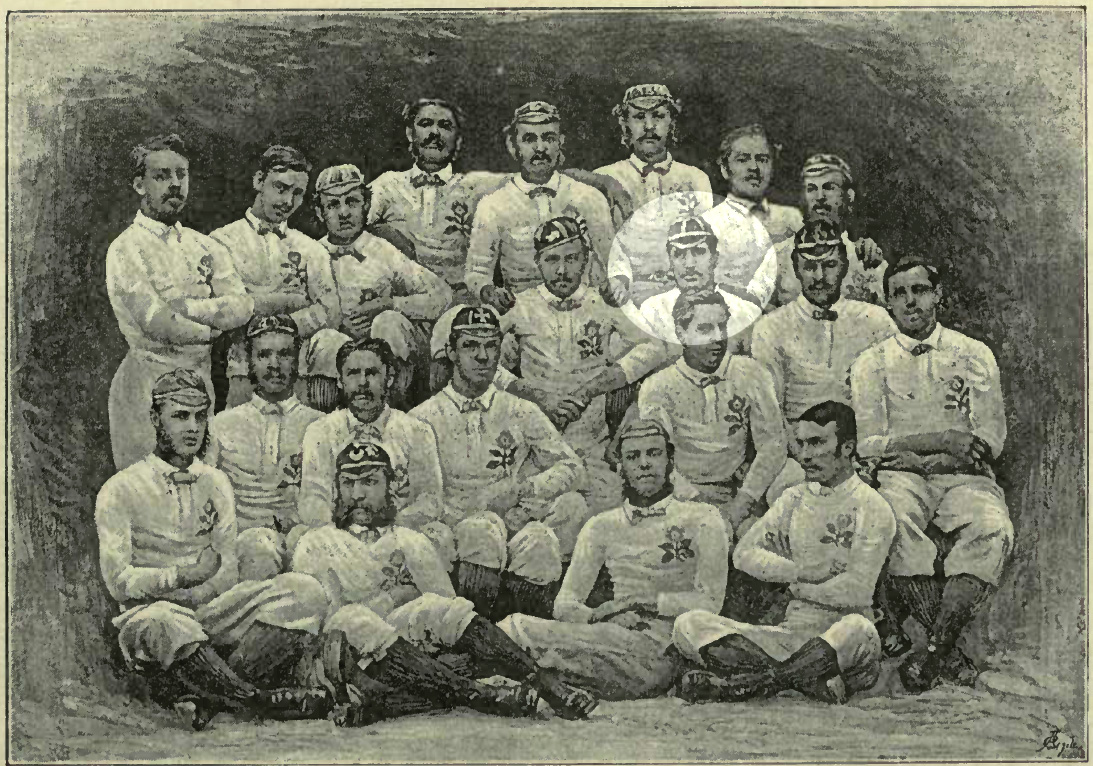
Seleção de 1871 da Inglaterra com jogador do Rovers R. H. Birkett em destaque

A primeira partida internacional de rugby foi jogada entre Escócia e Inglaterra em 1871 e o Rovers cedeu R. H. Birkett.
Quando o clube jogou contra um dos mais fortes e bem estabelecidos clubes, Richmond, pela primeira vez em 21 de outubro de 1871, venceram a partida por 1 gol e 2 tries. No fim da temporada de 1870/71, o clube mudou-se de Clapham Common, para um campo em Balham, onde continuaram a jogar até 1876, quando mudaram-se para Wandsworth, aonde ainda jogavam em 1892.

### Término das atividades
A data de extinção do clube é incerta , embora a última vez em que competiram na FA Cup foi a 1885-1886, quando foram desclassificados sem jogar nenhuma partida. O seu jogador mais bem sucedido, Norman Bailey, foi descrito como jogador do Clapham Rovers quando fez sua última aparição das suas 19 na seleção inglesa no dia 19 de março de 1887. O clube ainda joagava em Wandsworth em 1892. No sábado, 1 de janeiro de 1898, o The Times anunciou que o Old Carthusians jogaria com o Clapham Rovers no Crystal Palace.
O clube provavelmente sobreviveu até a primeira guerra mundial, pois há uma referência ao jantar anual deles no The Sportsman em 1911.

## Jogadores internacionais

### Futebol
Oito jogadores do Clapham Rovers representaram a seleção inglesa entre 1884 e 1887, que são os seguintes (aparições em parênteses):
- Norman Bailey (19 caps)
- Reginald Birkett (1 cap)
- Walter Buchanan (1 cap)
- Edgar Field (2 caps)
- Richard Geaves (1 cap)
- Robert Ogilvie (1 cap)
- James Prinsep (1 cap)
- Francis Sparks (2 caps)

### Rugby
- R. H. Birkett (primeira atuação em 1871)
- H. A. Bryden  (primeira atuação em 1874)
- L. H. Birkett (primeira atuação em 1875)
- C. C. Bryden  (primeira atuação em 1875)

## Time atual
Desde 1996, um time de amadores atua com o nome de Clapham Rovers; entretanto o clube não tem nenhuma conexão formal nem são reconhecidos oficialmente como continuação do antigo clube.